# Нептун (митологија)
Нептун (лат. Neptunus) је у римској митологији био бог текуће воде.

## Култ
Био је један од најстаријих римских божанстава, бог текуће воде важне за плодност земљишта. Због тога су овог бога поштовали пре свега земљорадници. Његов најважнији празник, Нептуналије, био је означен у најстаријем верском календару и то 23. јула, у време највећих врућина када је долазило до пресушивања речних токова. Тада су прављени заклони од лишћа, а бог се призивао да спречи сушу.
Након лекистернијума, (339. п. н. е.), Нептун је био поистовећен са грчким Посејдоном и тада је постао бог мора и заштитник прекоморске трговине. Могуће је да је култ таквог Нептуна пренесен из Тарента. Тада је и богиња Салација, са којом је у култу био повезиван, поистовећена са Амфитритом. Повезиван је и са богињом Ванилијом.
Први храм овог бога је подигнут 206. п. н. е. у близини Великог цирка, а други 25. п. н. е. на Марсовом пољу. Саградио га је Агрипа. У доба Царства, у званичном култу је имао подређену улогу, али су се у његову част одржавале игре Луди Нептуналици које су почињале борбом, наумахијом.